# Rivers (Nowy Meksyk)
Rivers – jednostka osadnicza w Stanach Zjednoczonych, w stanie Nowy Meksyk, w hrabstwie Catron.